# Henri Spriet
Pour les articles homonymes, voir Spriet.
Henri Spriet, né le 5 décembre 1876 à Lille et mort le 24 décembre 1966 dans la même ville, est un avocat français.

## Origine familiale
Issu d'une famille de meuniers, de marchands-laboureurs (les plus connus étant Jehan Spriet, agriculteur-olleur, natif d'HellemmesHistoire d'Hellemmes, célèbre par la fameuse plaque de cheminée datée de 1582 aux armoiries de la maison d'Espagne et son fils Anthoisne Spriet bourgeois de Lille) dont les origines lilloises connues remontent au XVIe siècle, comprenant plusieurs juristes aux XIXe et XXe siècles.
Son père Louis Spriet né le 22 février 1841 était juge de paix à Cysoing après avoir été greffier en chef du tribunal de première instance de Dunkerque, et était chevalier de la Légion d'honneur, du Mérite agricole et des Palmes académiques.

Son frère Jean, chevalier de la Légion d'honneur, sera syndic-liquidateur à Lille après avoir été huissier de justice.
Marié à Germaine Soyez, Henri Spriet eut deux fils, Henry Spriet, interne de médecine décédé de la tuberculose contractée auprès de ses malades à l'hôpital (1912-1939), qui fut un ami proche et condisciple du recteur de Lille Guy Debeyre, Jean Louis Spriet (1915-2007) qui fut avocat à Lille et une fille Françoise Spriet chirurgienne dentiste à Paris.

## Carrière
Après avoir fait ses études à Dunkerque, il était reçu docteur en droit, avec une thèse très remarquée sur Dupont-White et les origines du socialisme d'État en France.
Licencié en sciences politiques de la faculté de droit de Paris. Reçu premier au concours de rédacteur au contentieux des chemins de fer de l'État.
Il resta dans l'administration des chemins de fer deux ans.

Avocat au barreau de Lille à 21 ans. Bâtonnier plusieurs fois à partir de 1925.
S'était spécialisé un moment dans la défense des intérêts des petites communes.Avocat des grandes collectivités, conseil avisé des Groupements commerciaux.

Membre du Conseil de l'ordre des avocats. Participa aux travaux de réforme de la profession d'avocat après la Seconde Guerre mondiale. Organisateur de plusieurs congrès de la profession dont celui de Metz où il intervint sur des rapports sur la réforme judiciaire et la réforme de l'État.

## Fonctions
- Juge suppléant.
- Personnalité très connue dans le département du Nord [1]
- Vice-président de la fédération radicale du Nord
- Président du Cercle républicain et démocratique radical-socialiste[2]
- Président de la fédération départementale des délégués cantonaux du Nord
- Premier président de la Caisse des retraites du barreau français à sa création en 1948
- Président de l'Association nationale des avocats de France
- Président du Comité des jurisconsultes de l'arrondissement de Lille
- Membre suppléant du Conseil supérieur de la magistrature

## Carrière militaire
- Mobilisé sous-officier de l'armée territoriale en 1914, il termina la guerre comme sous-lieutenant rapporteur dans un Conseil de Guerre aux armées.
- Président de la société des anciens militaires ayant fait campagne et vice-président de la Fédération des anciens militaires mutualistes.

## Mandats politiques
Mairie de Lilleconseiller municipal radical socialiste, premier adjoint (1931) au maire délégué à l'instruction publique dans la liste de Roger Salengro.

## Distinctions
- Commandeur de l'ordre des Palmes académiques
- Officier de l'Instruction publique
- Chevalier de l'ordre de Léopold
- Commandeur de l'ordre du Ouissam alaouite
- Commandeur de l'ordre de la Couronne de chêne
- Grand officier de la Légion d'honneur, décoré à Paris le 28 septembre 1956  par le président de la République René Coty

## Sources
- Who's who
- La Voix du Nord du 2 décembre 1956